# Song Lizong
Lizong (1205 – 1264), né Zhao Yun, est le quatorzième empereur de la dynastie Song, et le cinquième des Song du Sud. Il régna de 1224 à 1264. Sous son règne, les Jin de Chine du Nord sont vaincus par l'alliance entre les Song du Sud et les Mongols de Gengis Khan.

## Personnalités liées
Pendant son règne, Song Ruzhi est peintre de cour . Pour ne pas servir la dynastie suivante, les Yuan, il devient moine toîste et se retire au Kaiyuan guan.

## notes et références
1. ↑  (en) « ATTRIBUTED TO SONG RUZHI (ACTIVE CIRCA 1206-1264) », sur christies.com (consulté le 16 mai 2021).